# Scutiger nepalensis
Scutiger nepalensis là một loài lưỡng cư thuộc họ Megophryidae.
Nó được tìm thấy ở Nepal, có thể có ở Trung Quốc và Ấn Độ.
Các môi trường sống tự nhiên của chúng là đồng cỏ ở cao nhiệt đới hoặc cận nhiệt đới và sông. Loài này đang bị đe dọa do mất môi trường sống.